# Penya de l'Àliga
La Penya de l'Àliga és una muntanya de 285 metres que es troba entre els municipis de Corbera de Llobregat i de Pallejà, a la comarca del Baix Llobregat.

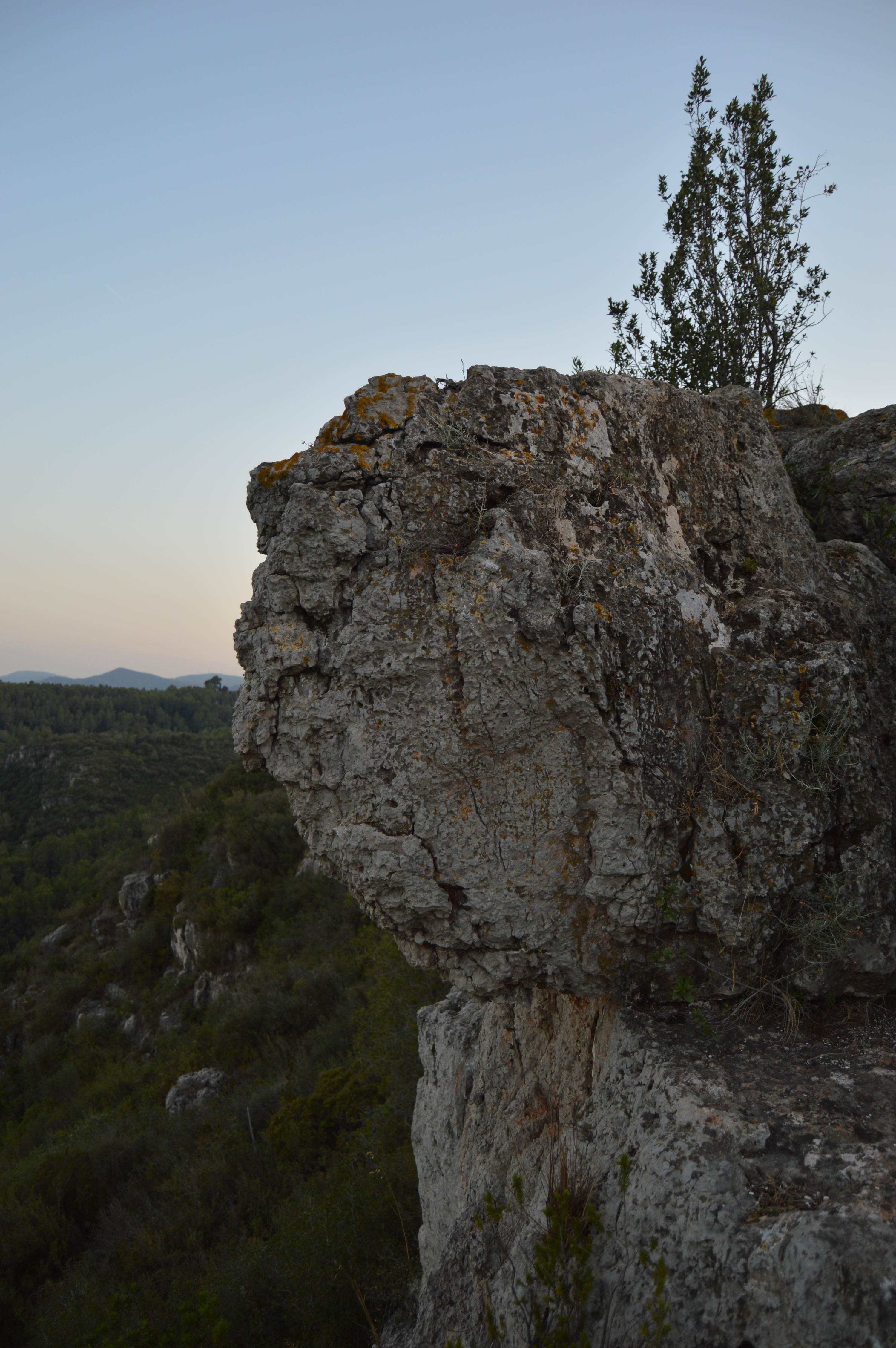
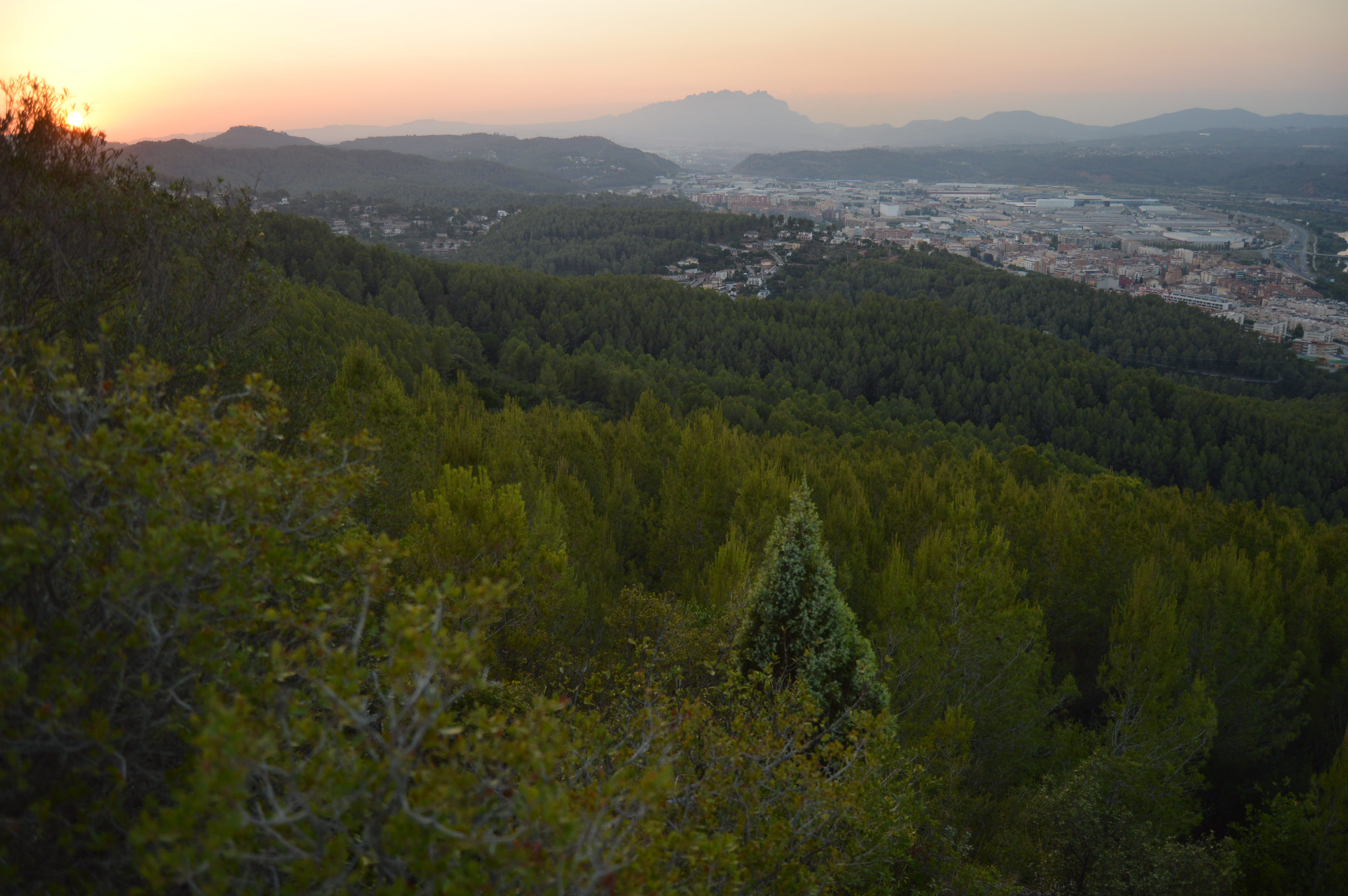